# The 超女
《The 超女》，是日本漫畫家高橋留美子於小學館少年漫畫雜誌《週刊少年Sunday》1980年秋季增刊號(2)（10月號）發表的1回完結短篇喜劇、科幻漫畫。並於1986年5月21日發售全1話的OVA動畫。

## 故事簡介
瑪莉絲是一位具有比地球人有六倍怪力的太空巡邏隊成員，由於她的力量太過強大導致災難不斷，從此生活陷入貧困……

## 登場人物
人物名字後面的聲優都是OVA版的參演聲優。
瑪莉絲（聲：小山茉美）
本作品主角。來自塔納托斯星，擁有比地球人強6倍的臂力。軍階為中尉。因為亂愛花錢而變成窮光蛋。
蘇（聲：島本須美）
誘拐犯的保鑣。OVA版設定她來自巴康星。沒有塔納托斯星人的臂力。與瑪莉絲一樣因亂愛花錢而變窮光蛋。
原作與瑪莉絲從以前根本就不認識，但OVA設定是以前某一次因緣之下認識。
誘拐犯首領（聲：？）
松下黃金丸（聲：古川登志夫）
上校（聲：瀧口順平）
瑪莉絲的上司。原作未提到軍階階級。
（聲：八奈見乘兒）

## 收錄單行本
- 少年Sunday BOOKS 高橋留美子短篇集 2（1984年5月，ISBN 4-09-121852-0）
- 高橋留美子傑作短篇2（1995年2月，ISBN 4-09-121857-1）

## OVA版
1986年5月21日，以「OVA系列『Rumic World』第2彈『The 超女』」的名稱在日本當地發售，動畫由Studio Pierrot製作。
該動畫後來有在美國的Central Park Media進行販售，目前已經結束公開販售。

### 聲音出演
主要人物的配音員請參照上面登場人物。
- 瑪莉絲的父親：龜山助清（日语：亀山助清）
- 瑪莉絲的母親：峰敦子
- ：鄉里大輔
- ：柴本廣之（日语：柴本浩行）
- 嬌小男性：菊池正美
- 店長：龍田直樹
- 老人：丸山詠二

### 製作人員
- 製作：小學館、小學館製作、Studio Pierrot、OB企劃
- 收錄時間：48分鐘 全彩色
- 製作人：布川郁司、立原一、宇佐美廉
- 音樂製作人：仙田勇
- 音樂導演：竹田洋樹
- 編劇：金春智子、高屋敷英夫
- 導演、作畫監督：高橋資祐（日语：高橋資祐）
- 動畫人物設定：青嶋克巳
- 美術監督：新井寅雄
- 音響監督：斯波重治（日语：斯波重治）
- 攝影監督：高橋宏固
- 原畫：山本直子（日语：山本直子）、遠藤麻美
- 背景：Production-ai
- 演出：片山一良
- 動畫檢查：西田正昭、橫田智則
- 色彩指定、檢查：一瀨美代子
- 製作主任：山內拓司

## OVA原聲帶
1986年5月2日發行，由勝利音樂產業（今勝利娛樂）以CD錄製的方式進行販售。
收錄一覽
1. BINBO '86（主唱：基拉拉與烏拉拉（日语：キララとウララ））
2. （主唱：山際祥子 with TOPS）
3. （主唱：基拉拉與烏拉拉）

作曲：新田一郎
作詞：岩里祐穗、森田由美、所喬治
主唱：基拉拉與烏拉拉（大谷香奈子&天野）、山際祥子 with TOPS

## 相關項目
- 高橋留美子

## 外部連結
- Rumic World 第2作 The 超女 - allcinema （日語）
- The 超女（页面存档备份，存于） （日語）（由高橋留美子粉絲解說作品的網站）
- Rumic Theater（页面存档备份，存于） （英文）
  - Furinkan.com page on Maris the Chojo（页面存档备份，存于） （英文）
- The 超女（動畫）在動畫新聞網百科全書中的資料（英文） （英文）